# Михей (музикант)
Михей (справжнє ім'я Сергій Євгенович Крутіков; нар. 11 грудня 1970, Донецьк, Українська РСР — пом. 27 жовтня 2002, Москва, Росія) — російський співак, реп-виконавець, автор пісень українського походження. Працював в стилі реггі, реп і соул. Учасник колективів «Bad Balance» і «Михей і Джуманджи».

## Біографія

### Дитинство та юність
Сергій Крутіков народився 11 грудня 1970 року в Донецьку. Жив у Макіївці в селищі Ханженково. Перший музичний досвід отримав завдяки знайденому в будинку акордеону. Він два роки навчався в музичній школі, але покинув її.
По закінченні 8-го класу Михей вступив до музичного училища в Ростові-на-Дону по класу ритм-секції, але через 2 місяці теж його кинув. Потім вступив до металургійного технікуму, де провчився 4 місяці і пішов у звичайний ПТУ. Під час навчання в ПТУ працював актором у Донецькому театрі імені Артема. Закінчивши училище за спеціальністю «наладчик автоматичних ліній з числовим програмним управлінням», поїхав до Ленінграду поступати у Вищу профспілкову школу культури. Провчившись там деякий час, перейшов до Ленінградського університету. Не закінчивши його, переїхав до Москви.

### Bad Balance
Михей (Сергій Крутіков) у 1987 році потрапив до авторської школи брейк-дансу (м. Донецьк, Палац Молоді «Юність») до ШЕFFа (Влад Валов), який безкоштовно навчав усіх охочих. На базі школи з брейк-дансу був створений дует у стилі електрик-бугі «Точка Замерзания» (Міхей і Боча). ШЕFF як продюсер поставив танцювальний номер, з яким хлопці почали займати призові місця на Всесоюзних брейк-данс-фестивалях. Про Донецьку школу брейк-дансу заговорили в усьому СРСР. У 1989 році ШЕFF вступив до Ленінградського університету гуманітарних наук, а наступного року до цього вишу вступили уродженці Донбасу Моня (Сергій Менякін), Малой (Ігор Резніченко) та Михей, після чого автоматично увійшли до складу донецько-пітерського гурту Bad Balance, створеного за рік до їх приїзду. Засновники Bad Balance — ШEFF і діджей L. A. (Гліб Матвєєв). У 1990 році був записаний перший альбом Выше Закона.
У 1993 році ШЕFF, Михей і DJ LA пишуть альбом в студії Gala Records. Всі члени групи переїжджають в орендовану квартиру у Москві для концертної діяльності. Гурт Bad Balance щотижня по кілька разів виступає у московському клубі «Jump» і дає виїзні концерти спільно з Богданом Титомиром. У 1994 році офіційно виходить довгоочікуваний альбом Налётчики Bad B.. Після виходу альбому Налётчиков учасники Bad Balance вирушили до Німеччини, де танцювали за гроші на берлінському бульварі «Кудамм» разом з майбутніми чемпіонами світу з брейк-дансу Flying Steps і нелегально проживали у сквоті. Пізніше Bad Balance виступали у відомих берлінських клубах з програмою з альбому «Налётчики Bad B.» спільно з світовими зірками: Poor Righteous Teachers, Urban Species, 2 Unlimited тощо. Гурт Bad Balance помітив продюсер Tim Sellers з компанії «Interkunst» і запропонував взяти участь у міжнародному турі містами Європи «Stop the Violence». З 1994 по 1995 рік Bad Balance виїжджали чотири рази в тури і виступили більш ніж у 120 містах Європи з колегами з Німеччини, Франції та Голландії.
У 1995 році ШЕFF і Михей підписують контракт з Gala Records на випуск проекту Bad В. ПРО…. До гурту додаються концертні музиканти, починаються експерименти з музикою і стилем. У 1996 році ШЕFF і Михей їдуть жити і працювати до Лос-Анджелесу, де складають «Городскую Тоску» — характерну композицію того часу, яка відображає життя середини 1990-х років «похмурого і смутного» пострадянського простору. У тому ж році у гурту виходить третій студійний альбом — Чисто ПРО…. Один з найбільш успішних, на думку деяких музичних критиків, після виходу альбому і демонстрації по центральному телеканалу відеокліпу «Городская Тоска» про гурт дізналася вся країна.
У 1996 році формується «основний» склад гурту Bad Balance:
- ШЕFF (лідер гурту, вокаліст, автор текстів, автор музики)
- Михей (вокаліст, автор мелодій)
- DJ LA (бітмейкер)

У 1997 році гурт працює над новим альбомом. Концертні музиканти покинули гурт, Bad Balance продовжує робити класичний хіп-хоп в поєднанні з мелодикою. Альбом пишеться в студії Gala Records. У 1998 році виходить альбом Город джунглей, треки з якого зазвучали на багатьох радіостанціях. Для альбому були зняті два кліпи, які транслювалися на музичних каналах.

### «Михей і Джуманджи»
Михей розпочав самостійно працювати над своїм власним проектом, використовуючи напрацювання багатьох років, зроблені у Bad Balance. Назву для нового гурту було придумано Костасом Хіоніді. За основу було взято фільм «Джуманджі» з Робіном Вільямсом у головній ролі, але написання різнилося з оригіналом «Jumangee» замість «Jumanji».
До Михея приєднався Моня з Bad Balance, який зайнявся постановкою і організацією танців групи, і Mr. Bruce, бас-гітарист, а шкільний товариш Михея Олександр Овруцький став концертним директором гурту.
Дебютний альбом Сука любовь став дуже успішним, пісні з нього — «Сука любовь», «Туда», «Мама» — стали хітами, а сам Михей був визнаний кращим виконавцем 1999 року. Група почала активно гастролювати з матеріалом альбому. У Новорічну ніч на Першому каналі 2000 Михей виконав «Дорогу к морю» спільно з Юрієм Антоновим.
Нові пісні Михей записував рідко — і це були або спільні роботи («На дачу» з ТНМК, «По волнам» з Via Chappa), або кавер-версії («Тролейбус» Віктора Цоя, «Рыбка» Олександра Барикіна, «Дорога к морю» Юрія Антонова). Єдиною піснею, написаною і записаною одним Міхеєм, став хіт «Для тебя».
У 2002 році Михей спільно з Сергієм Галаніним записав ремейк його пісні «Мы дети большого города».

### Смерть
У липні 2002 року Михея вразив інсульт, від якого він оговтався в серпні. Ввечері 27 жовтня співакові стало погано, і до приїзду, викликаної рідними «швидкої допомоги», він вже помер. Причина смерті — гостра серцева недостатність, викликана відірваним тромбом.
30 жовтня 2002 року, після відспівування в храмі у Великому Староданіловському провулку відбулася кремація тіла співака в Ніколо-Архангельському крематорії. Прах похований на Ваганьковському кладовищі.
Починаючи з 2002 року концертний директор Михея Олександр Овруцький та близькі друзі артиста щорічно проводять вечори пам'яті Міхея.

## Дискографія
- 1991 — Выше закона
- 1994 — Налётчики Bad B.
- 1996 — Чисто ПРО…
- 1998 — Город джунглей
- 1999 — Сука любовь
- 2003 — Смысл прост (посмертний альбом)
- 2000 — D. O. B. Community. Архів 1992—1996 рр.
- 2004 — Память о Михее
- 2013 — Посвящение Михею

## Відеографія
- 1991 — Graffiti, version # 1  (Bad Balance)
- 1991 — Діти Сатани  (Bad Balance)
- 1991 — Мій милий Джак  (Bad Balance)
- 1992 — Мафія  (Bad Balance)
- 1993 — Graffiti, version # 2  (Bad Balance)
- 1994 — Джаз — це «немузика»  (Bad Balance)
- 1995 — Африка  (Bad Balance)
- 1995 — British Knights  (Bad Balance)
- 1996 — Міська туга  (Bad Balance)
- 1997 — Тік Т. М. Так  (Bad Balance)
- 1997 — Пристрасть  (Bad Balance)
- 1998 — Як сон  (Bad Balance)
- 1998 — Все буде добре  (Bad Balance)
- 1999 — Війна  (Bad B. Альянс)
- 1999 — Сука-любов (перша версія)
- 1999 — Сука-любов (версія на парковці)
- 1999 — Туди
- 2002 — Ми діти великого міста  (спільно з Серьга)
- 2004 — Тихо тануть дні  (Bad Balance)
- 2004 — По хвилях '2004 (спільно з Via Chappa)
- 2009 — Творчість і Шоубізнес  (Bad Balance)

### Документальні фільми
- 2004 — Історія Bad B. Частина I. Початок російського хіп-хопу
- 2006 — Історія Bad B. Частина II. Золоті часи хіп-хопу[7]
- 2011 — Bad B. Tour (фільм про гастрольному турі Bad Balance)
- 2014 — Історія Bad B. Частина III. Війна і Мир